# Špýchar Pilszcz
Špýchar Pilszcz, polsky Spichlerz Pilszcz, se nachází u silnice ve vesnici Pilszcz, nedaleko od česko-polské státní hranice, v gmině Ketř v okrese Hlubčice v Opavské pahorkatině v Opolském vojvodství (województwo opolskie) v jižním Polsku.

## Další informace
Špýchar Pilszcz je historický cenná slezská patrová dřevěná roubená stavba s výraznou hlíněnou omítkou. Jako doklad lidové vesnické architektury Slezska je památkově chráněn. Budova je poškozená a pochází z 18. nebo 19. století.

## Galerie

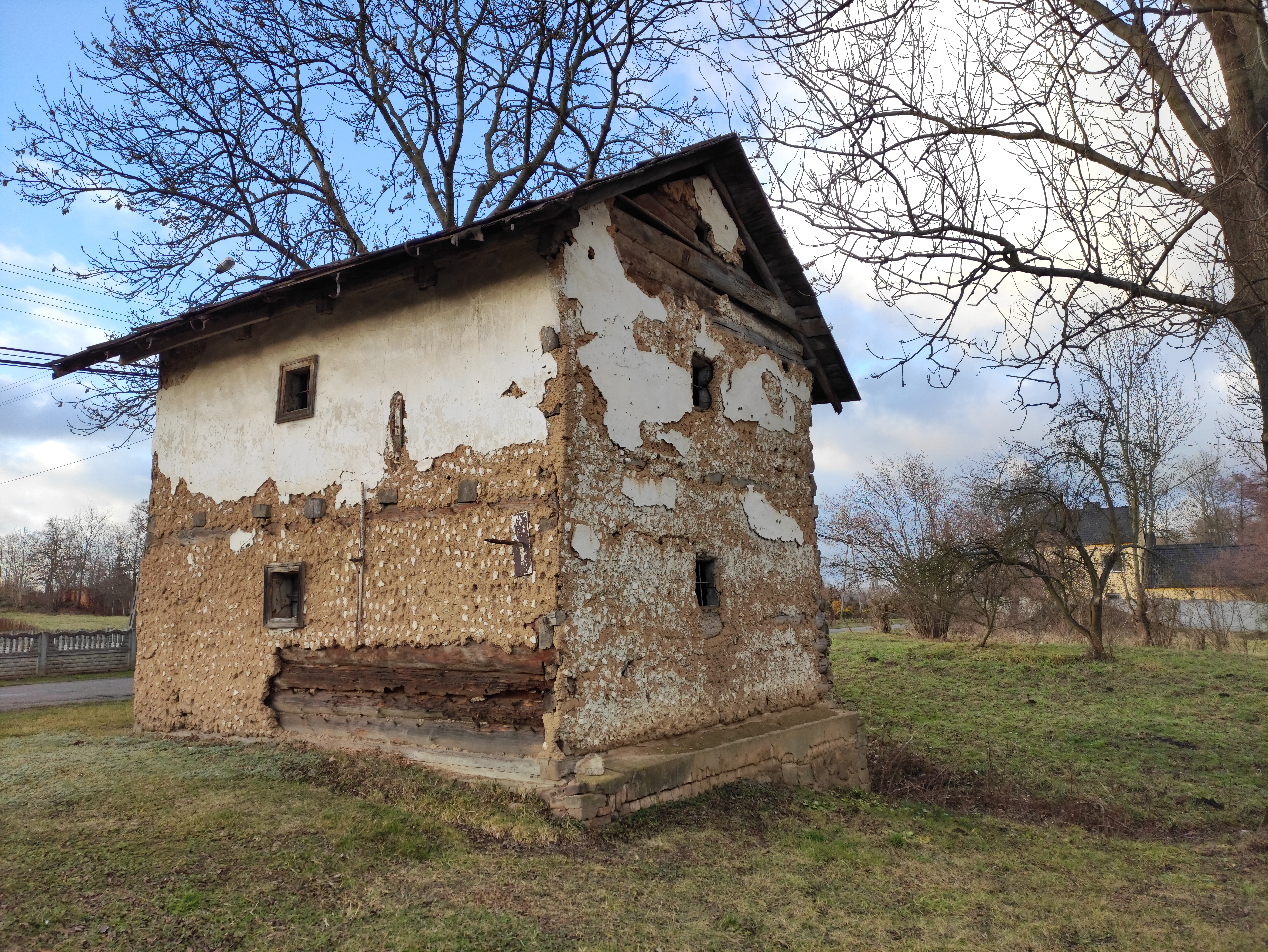
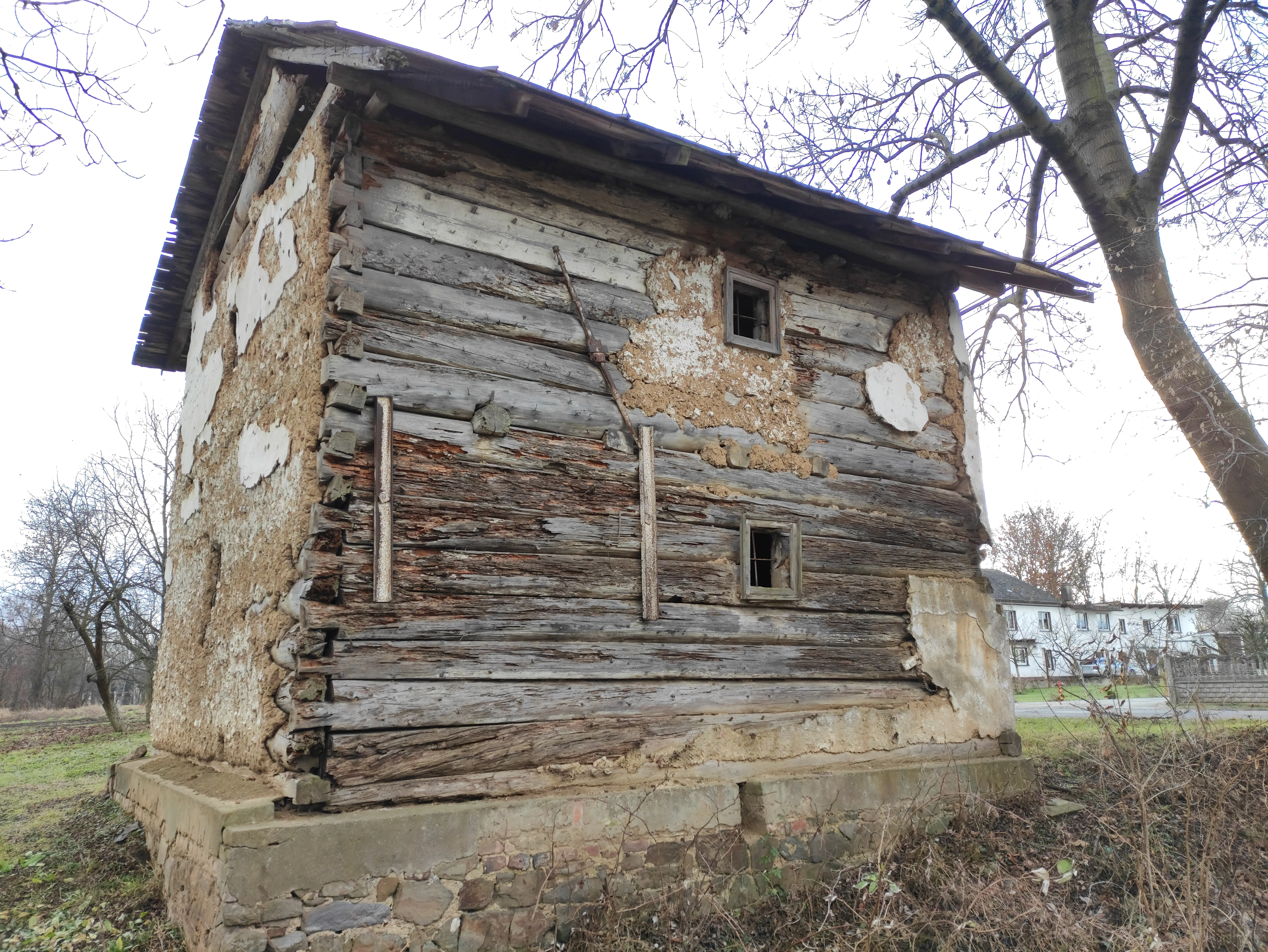